# 姉のおなかをふくらませるのは僕
『姉のおなかをふくらませるのは僕』（あねのおなかをふくらませるのはぼく）は、坂井音太原作、恩田チロ作画による日本の漫画作品。『別冊ヤングチャンピオン』（秋田書店）にて連載。同誌の2014年11月号から2017年3月号までは恩田チロによる作画だったが、2018年3月号からは『姉のおなかをふくらませるのは僕 おかわり!』に改題し、作画担当を内藤らぶかに交替して連載継続。2019年9月号まで連載された後、『ヤングチャンピオン烈』（同社刊）に移籍して、2020年No.2から2020年No.12まで連載。
小学生の忍は、義理の姉で高校生の京子と二人暮らし。毎日、2人はアイデアを駆使した様々な料理を食卓に並べる。時には2人の友人たちをも巻き込んだ楽しい食卓や食事を描く日常グルメ漫画。

## 登場人物
市川 忍（いちかわ しのぶ）
主人公の男子小学生。“本当に男の子なのか疑わしいくらい”の中性的な顔立ち。料理とカードゲームが得意。やや暴走しがちな姉を支えるしっかりもの。
市川 京子（いちかわ きょうこ）
高校2年生。6年前に忍の母と再婚した男性の娘（忍の血の繋がりが無い姉。つまり連れ子）。なお、2人にとって共通の両親は他界している。
忍同様料理が得意。プロレスが好き。忍と共に「桃さま」と“さま付け”するくらいモモが好き。
クリ子、ボウヤ、モリモン、美樹とは小学生時代からの友人。
市川 梨由子（いちかわ りゆこ）
京子の叔母。25歳。クラブのホステス。忍と京子の二人暮らしを応援し、アドバイスをしたり生活状況をチェックしたりしている。京子には自分のことを「梨由子姉ちゃん」と呼ばせるが、「叔母さん」と呼べば即座に鉄拳制裁を食らわすほど超短気（「叔母さん」を「オバさん」と解釈しており、それが酷く許せないらしい）。一方で、忍に対しては過干渉。
関東最凶不良女子高と名高い私立練馬女子学院高校（通称アバズレ女学院、アバ女）のOGで、元不良。高校時代から酒もたばこも嗜み、レディースの主要メンバーにいたこともある。
高木 陽子（たかぎ ようこ）
京子のクラスメイトで友人。あだ名は「セクシー」。黒髪ポニーテールの眼鏡っ娘。剣道2段で運動が得意だが球技は苦手。
栗山 和子（くりやま かずこ）
京子のクラスメイトで友人。あだ名は「クリ子」。髪が耳の横でややカールしていて、頭のてっぺんにアホ毛がある。
前田 あおい（まえだ あおい）
京子のクラスメイトで友人。あだ名は「ボウヤ」。ショートカット。ソフトボールが得意。
森 真矢子（もり まやこ）
京子のクラスメイト。あだ名は「モリモン」。京子とは小学生時代の友人だったが、中学生時代は意地悪をしたこともあり、高校でクラスメイトになっても無視していたが、後に和解。以前から忍とも面識があり、一緒にカードゲームをしたことがある。
杉本 美樹（すぎもと みき）
京子の小学生時代からの友人。あだ名は「スッポン」。アバ女保育科の2年生で不良。以前から忍とも面識があり、仲がいい。
ロングキスグッドナイト
忍のクラスメイトで友人。本名不明。美少女。クラスでサッカーが一番うまいなど運動神経がいい。
ゆみみ
忍のクラスメイトで友人。本名不明だが、「榎本弓美」と推定される。おとなしく優しい。
子安 純子（こやす じゅんこ）
忍のクラスの担任の女性教師。23歳。あだ名は「コヤジュン」。梨由子の大学時代の後輩で、彼女の紹介により銀座でキャバクラのアルバイトをしていたことがある。

## 書誌情報
- 坂井音太（原作）・恩田チロ（作画）『姉のおなかをふくらませるのは僕』 秋田書店〈ヤングチャンピオンコミックス〉、全4巻
  1. 2015年7月1日初版発行（2015年6月19日発売[7]）、ISBN 978-4-253-14061-4
  2. 2015年12月1日初版発行（2015年11月20日発売[8]）、ISBN 978-4-253-14062-1
  3. 2016年8月1日初版発行（2016年7月20日発売[9]）、ISBN 978-4-253-14063-8
  4. 2017年3月1日初版発行（2017年2月20日発売[10]）、ISBN 978-4-253-14064-5
- 坂井音太（原作）・内藤らぶか（作画）『姉のおなかをふくらませるのは僕 おかわり！』 秋田書店〈ヤングチャンピオンコミックス〉、全2巻
  1. 2021年2月1日初版発行（2021年1月20日発売[11]）、ISBN 978-4-253-14065-2
  2. 2021年2月1日初版発行（2021年1月20日発売[12]）、ISBN 978-4-253-14067-6